# Bauhinia grandidieri
Bauhinia grandidieri är en ärtväxtart som beskrevs av Henri Ernest Baillon. Bauhinia grandidieri ingår i släktet Bauhinia och familjen ärtväxter. Inga underarter finns listade i Catalogue of Life.